# Стшалково (гміна)
Гміна Стшалково (пол. Gmina Strzałkowo) — сільська гміна у північно-західній Польщі. Належить до Слупецького повіту Великопольського воєводства.
Станом на 31 грудня 2011 у гміні проживало 10151 особа.

## Територія
Згідно з даними за 2007 рік площа гміни становила 142.39 км², у тому числі:
- орні землі: 86.00%
- ліси: 10.00%

Таким чином, площа гміни становить 16.99% площі повіту.

## Населення
Станом на 31 грудня 2011:
| Опис     | Загалом | Загалом | Чоловіки | Чоловіки | Жінки | Жінки |
| -------- | ------- | ------- | -------- | -------- | ----- | ----- |
| одиниця  | осіб    | %       | осіб     | %        | осіб  | %     |
| все      | 10151   | 100     | 5152     | 50.75    | 4999  | 49.25 |
| міське   | 0       | 100     | 0        |          | 0     |       |
| сільське | 10151   | 100     | 5152     | 50.75    | 4999  | 49.25 |

## Сусідні гміни
Гміна Стшалково межує з такими гмінами: Вжесня, Вітково, Колачково, Повідз, Слупца, Слупца.